# Воротынщина
Воротынщина — деревня в составе Вендорожского сельсовета Могилёвского района Могилёвской области Республики Беларусь.

## Географическое положение
Ближайшие населённые пункты: Завережье, Понизов, Концы.

## История
В 1703 году упоминается как деревня в Княжицком графстве в Оршанском повете ВКЛ.